# 카부델가두주 반란
카부델가두주 반란(Insurgency in Cabo Delgado)은 모잠비크 카부델가두주에서 현재 진행 중인 이슬람 반란으로, 주로 이 지역에 이슬람 국가를 건설하려는 이슬람 무장세력과 지하디스트, 그리고 모잠비크 보안군 사이에 벌어졌다. 민간인은 이슬람 무장세력의 테러 공격의 주요 표적이었다. 주요 반군 세력은 국제적 연결이 빈약한 토착 극단주의 세력인 안사르 알-순나(Ansar al-Sunna)이다. 2018년 중반부터 이슬람 국가의 중앙아프리카 지역은 모잠비크 북부에서도 활발하게 활동한 것으로 알려졌으며, 2019년 6월 모잠비크 보안군에 대한 첫 번째 공격을 주장했다. 또한 도적들은 반란을 이용하여 습격을 감행했다. 2020년 현재 반란은 더욱 심화되어 2020년 상반기에는 2019년 전체 공격과 거의 같은 수의 공격이 이루어졌다.
안사르 알순나(영어: "전통의 지지자")는 2003년부터 2007년까지 미군에 맞서 싸운 이라크 수니파 반군 단체의 이름과 유사하다. 현지에서는 알샤바브로 알려져 있지만 공식적으로는 더 잘 알려진 소말리아 알샤바브와는 관련이 없다. 무장세력 중 일부는 모잠비크의 공식 언어인 포르투갈어를 사용하는 것으로 알려져 있지만, 다른 일부는 현지 언어인 킴와네어와 오대호 지역 북쪽에서 사용되는 링구아 프랑카 언어인 스와힐리어를 사용한다. 보고서에 따르면 회원들은 대부분 모킴보아 다 프라이아(Mocimboa da Praia), 팔마(Palma), 마코미아(Macomia) 지역 출신의 모잠비크인이지만 탄자니아와 소말리아 출신의 외국인도 포함되어 있다고 한다.

## 같이 보기
- 모잠비크 독립 전쟁
- 모잠비크 내전
- 이슬람 테러리즘
- 마그레브 반란 (2002년~현재)
- 사헬 전쟁
- 보코 하람 반란
- 시나이 반란